# الهجمات الكيميائية العراقية ضد إيران

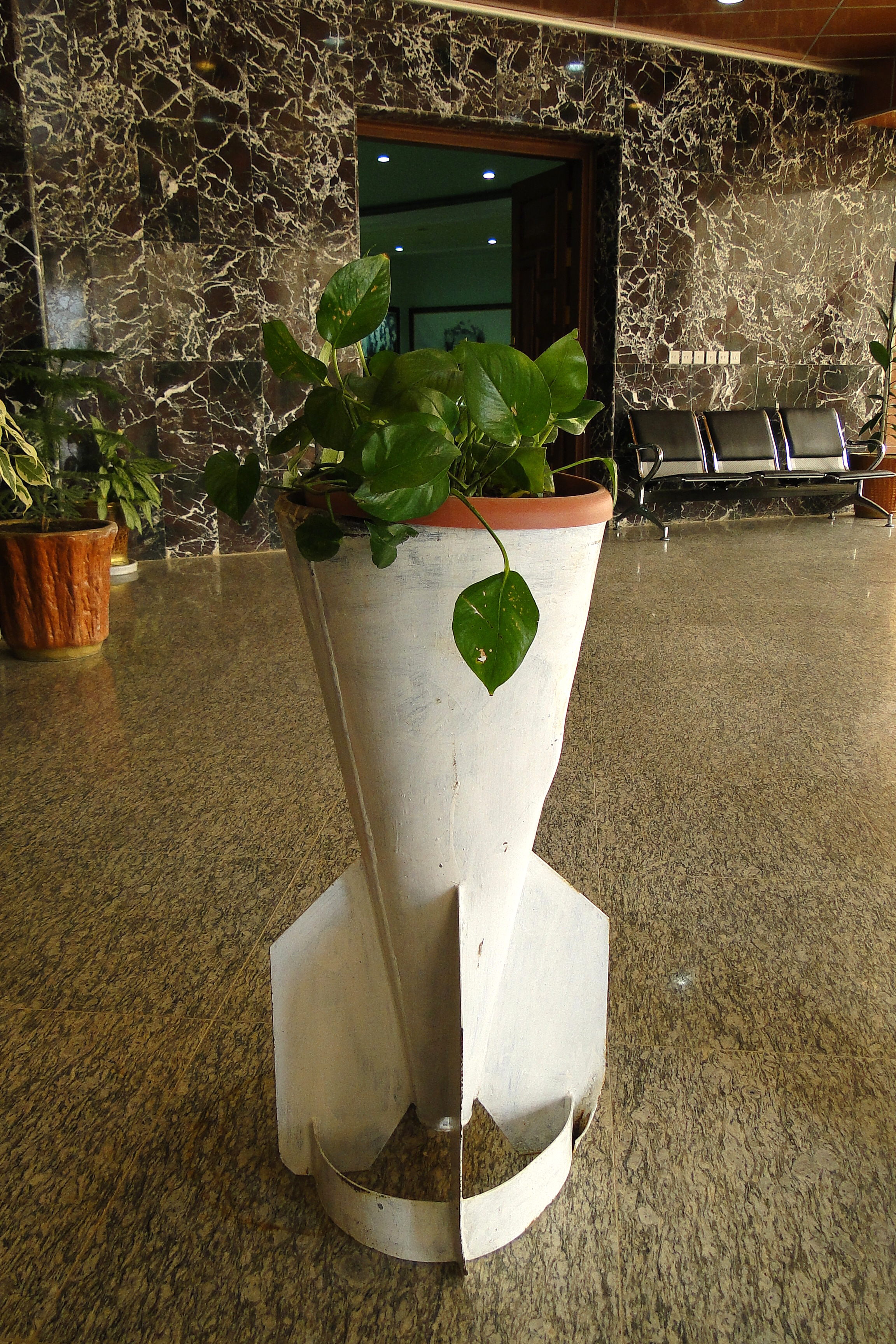
غلاف قنبلة أصلية مستخدم لوعاء الزهور بوصفه نصب تذكاري للقصف الكيميائي.

الهجمات الكيميائية العراقية ضد إيران هي الهجمات الذي نفذها الجيش العراقي باستخدام الأسلحة الكيميائية ضد إيران بين السنوات 1980 و1988 م في حرب الخليج الأولى. وفقًا للوثائق التي رفعت عنها السرية في الأرشيف الوطني في كوليدج بارك، ماريلاند،   [الإنجليزية] دعم الغرب نظام صدام حسين في استخدام الأسلحة الكيميائية في الحرب العراقية الإيرانية والنزاع العراقي الكردستاني. أفيدت التقارير الرسمية بان استخدم الجيش العراقي الهجمات الكيماوية ضد القوات العسكرية الإيرانية والمدنيين في المدن والقرى الحدودية، وقد أفاد أكثر من 30 هجوما ضد المدنيين الإيرانيين، وكانت هناك أيضا هجمات كيميائية اخري من قبل الجيش العراقي علي بعض المراكز الطبية والمستشفيات الإيرانية. وفقاً لمقالة صحيفة ستار-ليدجر الذي نشرت عام 2002، أن 20,000 جنديا ايرانيا قتلوا على الفور نتيجة اصابتهم بغاز الأعصاب، و 5000 شخصا من الناجين لايزال يواصلون علاجهم، بينما يواصل 1000 شخصا آخر علاجهم وهم راقدين في المستشفيات. مع ان بروتوكول جنيف حظر استعمال الأسلحة الكيميائية في النزاعات المسلحة الدولية، ولكن دعم الغرب الجيش العراقي في استخدام السلاح الكيماوي، لإبعاد إيران من الانتصار.

## التاريخ
استخدم الجيش العراقي الأسلحة والقذائف الكيمائية ضد القوات الإيرانية اثناء حرب الخليج الاولي، كجزء من إستراتيجية قتالية و «تكتيك متكرر ومنتظم» حسبما جاء في تقرير CIA.
وكانت المواد الكيمياوية المستخدمة متنوعة، من بينها غاز الخردل وغازات الأعصاب كالسارين والسومان والتابون وغاز في إكس.
ووفقا للتقارير العراقية، قد استخدم الجيش العراقي في عام 1981 غاز المسبب للقيء في هجماته الأولية، وفي أغسطس 1983 قام ببعض هجمات كيميائية علي ساحات القتال في بيرانشهر وحاج عمران. وفي عام 1984 بدأ الجيش العراقي باستخدام الكيمائي علي نطاق واسع منها استخدام غاز خردل والأعصاب على جزر مجنون.
وفي عام 1986، حين إحتلت القوات الإيرانية شبه جزيرة الفاو جنوب البصرة قامت القوات العراقية بهجوم كيميائي واسع ضدهم مما أدّی إلی إصابة 150000 شخص إيراني، وكانت لهذه الهجمات الكيميائية الدور المهم في انتصار العراقيين.
وكانت هذه الهجمات مستمرة حتي يوم الأخير من الحرب في أغسطس 1988.
وحسب ما أفادت التقرارير ان الجيش العراقي قد نفذ 350 هجمات كيميائية بشكل واسع النطاق علي الحدود الإيرانية خلال ثماني سنوات الحرب. وقد أصبحت الهجمات الكيماوية عاملا حاسما في الحرب المروعة، مما جعل إيران تضطر في الأخير قبول وقف إطلاق النار.
ووفقا لوثائق العراقية، تم مساعدة الدولة العراقية لتطوير الأسلحة الكيماوية من قبل شركات عديدة من مختلف البلدان، منها الولايات المتحدة وألمانيا الغربية وهولندا، والمملكة المتحدة، وفرنسا. ووفقا للتقارير أن الشركات الهولندية، الأسترالية والإيطالية والفرنسية وألمانيا الغربية والشرقية شاركوا في تصدير المواد الخام لمصانع الأسلحة الكيماوية العراقية.
وقد كشفت مجلة «فورين بوليسي» الأمريكية عن وثائق ومعلومات من داخل الاستخبارات المركزية الأمريكية CIA، تؤكد دعم الولايات المتحدة للرئيس العراقي الراحل صدام حسين في شن هجوم كيميائي ضد إيران.
يشعر الإيرانيون بالمرارة حتي الآن جراء الهجمات الكيماوية العراقية وعدم التفات بقية العالم إلى الأضرار التي لحقتهم. وقال المتحدث باسم وزارة الخارجية الإيرانية حامد رضا آصفي في هذا الصدد: «جاء وقت لم يكن هناك أي طرف يتكلم عن المخاطر. واستغرق إقناع الأمم المتحدة كي تأتي وتتحقق من مزاعمنا وقتا طويلا. والآن الجميع يريدون التكلم عن ذلك. إنه رد فعل متأخر، لكنه يظل أفضل من لا شيء.»

## الهجمات الكيميائية
استخدم الجيش العراقي الهجمات الكيماوية ضد القوات العسكرية الإيرانية والمدنيين في المدن والقرى الحدودية، من أهمها:
- الهجوم الكيميائي على مدينة سردشت في 28 يونيو عام 1987م.
- الهجوم الكيميائي علي منطقة نودشه في 16 مارس 1987م.
- الهجوم علي القرى المحيطة بمدينة مريوان في مارس عام 1988م.
- الهجوم الكيميائي علي القرى المحيطة بمدن سربل ذهاب، غيلانغرب وأشنويه‌ في مايو عام 1988.

ووقعت أيضا هجمات كيميائية اخري من قبل الجيش العراقي علي بعض المراكز الطبية والمستشفيات الإيرانية.

## الضحايا
وفقا لتقرير رُفع غطاء السرية عنه أخيرا، قدرت وكالة الاستخبارات المركزية الأمريكية بأن أكثر من 50,000 من الإيرانيين قد اصيبوا بالأسلحة الكيماوية العراقية، ولكن إيران تزعم بأن العدد المصابين هم أكثر من 100,000 شخصا، والعدد لا يزال يرتفع من خلال ظهور الأعراض بعد 15 عاما على إصابتهم لأن تعرضهم إلى جرعات قليلة آنذاك أجَّل بروز الأعراض المرضية عليهم.
ووفقاً لتقرير صحيفة ستار-ليدجر الذي نشر عام 2002، أن 20,000 جنديا ايرانيا قتلوا على الفور نتيجة اصابتهم باسلحة الكيميائية، و 5000 شخصا من الناجين لا يزال يواصلون علاجهم، بينما يواصل 1000 شخصا آخر علاجهم وهم منومين في المستشفيات.

## الاتفاقية الدولية
طلبت إيران رسمياً من الأمين العام للأمم المتحدة، خافيير بيريز دي كويلار، منع العراق من استخدام الأسلحة الكيمياوية، ولكن لم تكن هناك إجراءات قوية من الأمم المتحدة أو المنظمات الدولية الأخرى في البداية.
إلي أن أرسل خبراء من الامم المتحدة إلى إيران في مارس 1984 م، وأبريل 1985، وفبراير-مارس 1986، وأبريل 1987، ومارس ويوليو وأغسطس، 1988.
وتمت فحوصات ميدانية، وكانت نتيجة تلك الفحوصات السريرية من الضحايا، والتحاليل المختبرية، استخدام الجيش العراقي من غاز الخردل والأعصاب ضد الإيرانيين. فأصدر مجلس الأمن بيانا يوم 13 مارس عام 1984، و21 مارس 1986 وأدان الجيش العراقي للقصف الكيميائي، ولكن تجاهل النظام العراقي تلك التصريحات واستمر في استخدام الكيميائي.